# Georges de Burlet
Pour les articles homonymes, voir Burlet.
Pour les autres membres de la famille, voir Famille de Burlet.
Georges de Burlet, né le 17 juin 1871 à Nivelles, et mort à Tours le 2 septembre 1899, est un peintre, un aquarelliste et un docteur en droit belge.
Son champ pictural, d'essence pleinairiste, couvre les paysages et les marines. Sa facture est proche du luminisme.

## Biographie

### Famille
Georges (Georges Pie Louis Joseph) de Burlet, né le 17 juin 1871 à Nivelles, est le fils de l'homme d'état Jules de Burlet (1844-1897), et de sa première épouse Julie Marie Justine Van Put (1847-1876) (fille du bourgmestre d'Anvers Joseph Cornelis Van Put), mariés à Anvers le 31 août 1870.

### Formation
Docteur en droit de la Faculté de Louvain et avocat ayant effectué son stage au barreau de Bruxelles, Georges de Burlet est cependant davantage attiré par l'art. Il étudie la peinture et l'aquarelle auprès de Victor Uytterschaut, aquarelliste renommé qui participe à la renaissance de cette discipline en Belgique, auteur d'œuvres nées du pleinairisme.

### Carrière
Georges de Burlet expose pour la première fois à l'Hôtel de ville de Mons, puis envoie trois aquarelles au Salon de Bruxelles de 1893, et ensuite au XXXIVe Salon de la Société royale belge des aquarellistes de 1893. Ces manifestations artistiques lui permettent de quitter le rang des amateurs et de rejoindre le rang des professionnels de la peinture et de l'aquarelle. Compagnon d'études de Paul Kuhstohs, ils exposent conjointement au Cercle artistique d'Anvers en 1895.
Georges de Burlet, domicilié rue Froissart, no 59 à Etterbeek, est également un sportif qui pratique le tir au pistolet et l'escrime, de même qu'un voyageur. Célibataire, il meurt après une courte maladie contractée lors d'un séjour en Touraine, à l'âge de 28 ans, le 2 septembre 1899 au petit hôpital Saint-Julien, rue Jules Moinaux no 12 à Tours, en présence de son oncle paternel, David de Burlet, échevin à Nivelles. Il est inhumé quatre jours plus tard dans sa ville natale.

## Œuvre

### Caractéristiques
Son champ pictural, d'essence pleinairiste, couvre les paysages et les marines. Sa facture est proche du luminisme. Il excelle à rendre les sites du Brabant et de la Flandre, dont la lumière et le coloris enthousiasment son œil avide de sensations vives. Ses aquarelles évoquent le style de Victor Uytterschaut et demeurent lestes et bien enlevées. Elles sont l'œuvre d'un artiste chercheur et sensitif. Il se rend également en Hollande, d'où il rapporte plusieurs toiles vigoureuses, de belle santé et de joyeuse humeur, à l'image de l'artiste au caractère enjoué. Une Vue de Dordrecht est remarquée au Salon de Paris de 1898, où figure aussi un tableau d'assez grandes dimensions peint sur les rives du lac de Virelles. Georges de Burlet meurt avant d'avoir pu accomplir son œuvre,.

### Expositions

#### Belgique
- Salon de Bruxelles de 1893 : trois aquarelles : Paysage, Barque échouée (soir) et Bateaux[5].
- Cercle artistique d'Anvers du 17 au 24 février 1895 : 21 peintures, dont Chemin en forêt, Au mois de juin à Nivelles, Pommiers en fleurs, Jardin à Nivelles et 37 aquarelles, dont Les Flaques de La Panne[6].
- Salon de Gand (XXXVIe) de 1895 : Moulins au bord de la Meuse, Hollande et Un soir à Dordrecht[7].
- Salon de Charleroi de 1896 : Quai à Dordrecht.
- Salon de Bruxelles de 1897 : Le Marais[8].
- Salon d'Anvers de 1898 : Le Lac de Virelles et La Moisson en Flandre[9].
- Salon de Gand (XXXVIIe) de 1899 : Étang, le soir[10].

#### France
- Exposition de Bordeaux de 1895 : La Dodaine à Nivelles et La Drève ensoleillée (peintures) et Sous-bois (aquarelle)[11].
- Salon des artistes français de 1895 : Triptyque et Rentrée du troupeau (aquarelles)[12].
- Salon de 1896 : Lever de lune (peinture) et Crépuscule (deux aquarelles)[12].
- Salon de 1898 : Le Lac de Virelles et La Moisson en Flandre[12].